# محمد بن يبقى بن زرب
أبو بكر محمد بن يبقى بن زرب بن يزيد القرطبي المالكي (317 هـ - 929 / 381 هـ - 991) فقيه مالكي، ومن كبار القضاة وخطباء المنابر في الأندلس.

## حياته العلمية
سمع من: قاسم بن أصبغ، ومحمد بن عبد الله بن أبي دليم، وتفقه باللؤلؤي. كان محمد بن إسحاق بن السليم القاضي يقول: «لو رآك ابن القاسم لعجب منك». وله مؤلف في الرد على ابن مسرة، وكتاب الخصال في الفقه المالكي، وعدة تصانيف. من تلاميذه ابن الحذاء، وابن مغيث، وابن حويبل.

## سيرته
قال ابن حيان: «سمعت المشيخة يقولون إِنَّه لما ولي القضاء، احتبسَ خواص أصحَابه المشاورين، وقد جَاءوه مهنين، فأمر غلَامه: فكشف عن مال عظيم صامت في صندوق له، وقال: يا أصحابنا، قد عرفتم ما نحن به من تولى القضاء قديما من سوء الظنة، وأخشى أن أطلق الناس على غرضي هذَا حاصلي، وفيه من العين كذا، وفي مخازني ما بقي بقيمته، وحظى من التجارة ما علمتم، فإِن فشى من مالي ما يناسب هذا، فلا لوم، وإِن تبَاعد عن ذلك، فقد وجب مقتى. وأسأل الله تخليصي مما تنشبت فِيهِ. فدعوا له وكان مع سعة حاله وعلمه، مجتهدا، ورعاً، كثير الصلَاة والتلاوة، حتى قيل إنه كان يختم القرآن كل ليلة». لما بنى المنصور بن أبي عامر مسجد الزهراء، واستشار الفقهاء في التجميع فيهِ، أفتى القاضي بمنع ذلك، وقال بقوله ابنا ذكوان، وابن المكوى، وابن وليد. وساعده ابن العطار على التجميع، فاستحيى ابن زرب، ولم يجمع فيه حتى مات.

## وفاته
توفي ابن زرب في رمضان سنة 381 هـ.